# تشاو شي يان
تشاو شي يان (13 أبريل 1901 - 19 يوليو 1927) (بالصينية: 赵世炎) هو شيوعي صيني من أقلية توجيا، عمُّه رئيس مجلس الدولة الصيني السابق لى بنغ.

## مسيرته
في عام 1915، ذهب تشاو إلى بكين للدراسة في المدرسة الثانوية التابعة لجامعة بكين للمعلمين، تخصص في اللغة الإنجليزية.
في عام 1919، شارك في حركة مايو الرابعة، جمعية شباب الصين. في العام التالي، ذهب إلى فرنسا للدراسة، وشارك في تأسيس الحزب الشيوعي الصيني. في عام 1922، تم دعوة تشاو شي يان وهو تشي منه للانضمام إلى الحزب الشيوعي الفرنسي. في عام 1922، ذهب إلى الاتحاد السوفياتي ودرس في الجامعة الشيوعية لكادحي الشرق.
في عام 1926، أرسل تشاو إلى شانغهاي مع تشوان لاي لقيادة الانتفاضة المسلحة للعمال خلال الحملة الشمالية. في عام 1927، قُتل 412 في مجزرة بشنغهاي. وفي 2 يوليو، ألقي القبض عليه في منزله في طريق شمال سيتشوان. وفي 19 يوليو، أعدم في شنغهاي.